# Amanda Spratt
Amanda Spratt   (Penrith, 17 de setembre de 1987) és una ciclista australiana que competeix tant en pista com en carretera. Actualment milita a l'equip Trek-Segafredo. Del seu palmarès destaca dues medalles als Campionats del Món de contrarellotge per equips, i tres campionats nacionals en ruta.

## Palmarès en pista
- 2004
  -  Campiona del món júnior en Puntuació
- 2007
  -  Campiona d'Austràlia en Persecució per equips

## Palmarès en ruta
- 2008
  -  Campiona d'Austràlia sub-23 en contrarellotge
- 2011
  - 1a al Tour de Feminin-O cenu Českého Švýcarska i vencedora d'una etapa
- 2012
  -  Campiona d'Austràlia en ruta
- 2014
  - Vencedora d'una etapa al Santos Women's Tour
- 2015
  - 1a al Giro del Trentino
- 2016
  -  Campiona d'Austràlia en ruta
  - 1a a la Cadel Evans Great Ocean Road Race Women
  - Vencedora d'una etapa a la Volta a Turíngia
- 2017
  - 1a al Santos Women's Tour i vencedora d'una etapa
  - Vencedora d'una etapa a l'Emakumeen Euskal Bira
- 2018
  - 1r a la Santos Women's Tour i vencedora d'una etapa
  - 1r a l'Emakumeen Euskal Bira i vencedora d'una etapa
  - 1a al Gran Premi Cham-Hagendorn
  - Vencedora d'una etapa al Giro d'Itàlia
- 2019
  - 1r a la Santos Women's Tour i vencedora d'una etapa
  - Vencedora d'una etapa a l'Emakumeen Euskal Bira
- 2020
  -  Campiona d'Austràlia en ruta
  -  Campiona d'Austràlia en contrarellotge
  - Vencedora d'una etapa al Santos Women's Tour

### Resultats a les Grans Voltes

#### Giro d'Itàlia
- 2012: No surt a la 9a etapa
- 2013: 23a posició
- 2014: 45a posició
- 2015: No surt a la 6a etapa
- 2017: 5a posició
- 2018: 3a posició, vencedora de la 3a etapa i  guanyadora de la classificació de la muntanya
- 2019: 3a posició
- 2020: No surt a la 8a etapa
- 2021: No surt a la 10a etapa
- 2022: No surt a la 8a etapa
- 2025: 19a posició

#### Tour de França
- 2022: No surt a la 3a etapa
- 2023: 10a posició
- 2024: Abandona a la 7a etapa

#### Volta a Espanya
- 2023: 11a posició
- 2024: 18a posició